# 南京青奧體育公園
南京青奥体育公园（英語：Nanjing Youth Olympic Games Sports Park），是位于中華人民共和國江蘇省南京市江北新区的一個體育設施，是南京唯一的市级体育中心。总面积约17.98万平方米，拥有标准体育场、训练场、体育馆及训练馆四部分主要场地设施。是為舉辦2014年南京青奥会而建造的场馆，于2011年12月27开工建设，2017年6月全面竣工。2019年2月，主体育馆获2018-2019年度第一批中国建设工程鲁班奖。

## 场馆概述

### 体育馆
南京青奥体育公园体育馆总建筑面积约12.8万平方米，包含地上8.8万平方米，地下4万平方米，建筑最大直径166m，顶高43m，拥有观众坐席20000个，其中活动座位3708个，贵宾包厢38个，共计1433个VIP包厢坐席，无障碍座位44个。整座馆外部的幕墙由11000多块玻璃组成，整体造型为弧形、类椭圆锥形。
2024年，洋河股份冠名该体育馆，场馆正式更名为南京青奥体育公园梦之蓝体育馆。

### 训练馆
南京青奥体育公园训练馆总面积约3063平方米，总层数2层，钢梁下净高12.35米，整体呈扇形设计，拥有无遮挡的观众视角及3000人的观众容纳量。

### 体育场
南京青奥体育公园体育场总建筑面积约3.3万平方米，比赛场地面积20667.87平方米，室外看台总高度35.3m，拥有观众坐席18022个，其中标准看台座位17441个，VVIP坐席12个，VIP（含主席台、包厢）座位529个，无障碍看台座位40个。该体育场采用意大利盟多塑胶跑道，并在足球场地中套设橄榄球场地。

### 训练场
南京青奥体育公园训练场总面积约8000平方米，可以作为田径类比赛训练营及青少年足球、橄榄球、跆拳道、搏击场地等。

## 主要活动

### 体育赛事
南京青奥体育公园是为2014年夏季青年奥林匹克运动会而新建的体育场馆，也是青奥会唯一新建场馆群，青奥会期间，承担沙滩排球、自行车、曲棍球、七人制橄榄球赛事。

### 电子竞技
- 2018年英雄联盟职业联赛夏季赛总决赛
- 2024年英雄联盟职业联赛夏季赛总决赛

### 文娱演出
| 日期                               | 演出者                                     | 演出名称                                      | 场数 |
| ---------------------------------- | ------------------------------------------ | --------------------------------------------- | ---- |
| 2018年10月26日至27日               | 张学友                                     | A Classic Tour 學友·經典世界巡迴演唱會        | 2    |
| 2018年12月22日                     | 郭富城                                     | 舞林密码世界巡回演唱会                        | 1    |
| 2019年4月20日                      | 吴亦凡                                     | 天·地·东·西·ALIVE TOUR巡回演唱会              | 1    |
| 2019年4月27日                      | 张信哲                                     | 未来式世界巡回演唱会                          | 1    |
| 2019年7月20日                      | 张艺兴                                     | 大航海巡回演唱会                              | 1    |
| 2019年8月27日                      | 楊千嬅                                     | My Beautiful Live 世界巡回演唱会              | 1    |
| 2019年12月14日                     | 李玟                                       | YOU&I世界巡回演唱会                           | 1    |
| 2019年12月21日                     | 李健                                       | 不止，是李健世界巡回演唱会                    | 1    |
| 2023年6月10日                      | 刘若英                                     | 飞行日巡回演唱会                              | 1    |
| 2023年7月22日至23日                | 汪苏泷                                     | 世纪派对巡回演唱会                            | 2    |
| 2023年8月5日                       | 重塑雕像的权利                             | 「喝彩之后」2021专场                          | 1    |
| 2023年9月10日                      | 西城男孩                                   | 四海逐梦中国巡回演唱会                        | 1    |
| 2023年10月21日                     | 梁静茹                                     | 当我们谈论爱情世界巡回演唱会                  | 1    |
| 2023年10月27日至28日               | THE9                                       | 多远都可以到达巡回演唱会                      | 2    |
| 2023年11月24日至26日、12月1日至3日 | 张学友                                     | 60+巡回演唱会                                 | 6    |
| 2023年12月9日                      | 李健                                       | 万物安生时世界巡回演唱会                      | 1    |
| 2023年12月23日                     | 郁可唯                                     | 终身浪漫的开始巡回演唱会                      | 1    |
| 2023年12月31日                     | 蔡琴                                       | 好新琴南京跨年演唱会                          | 1    |
| 2024年1月6日                       | 高胜美、叶童、赵雅芝、陈美琪等             | 《白蛇传》30年演唱会                          | 1    |
| 2024年3月16日                      | 赵雷                                       | 没有信号2024巡演                              | 1    |
| 2024年3月23日                      | 大张伟                                     | 大好时光巡回演唱会「还一个NICE」              | 1    |
| 2024年4月5日至7日、12日至14日      | 陈奕迅                                     | Fear and Dreams世界巡回演唱会                 | 6    |
| 202年4月27日                       | 周兴哲                                     | Odyssey旅程巡回演唱会                         | 1    |
| 202年5月11日                       | 陳楚生                                     | 「棱」2024巡回演唱会                          | 1    |
| 202年5月18日                       | 胡彦斌                                     | 是一场烟火巡回演唱会                          | 1    |
| 202年5月24日、26日                 | 李宗盛                                     | 有歌之年巡回演唱会                            | 2    |
| 2024年6月1日                       | 动力火车                                   | 都是因为爱巡回演唱会                          | 1    |
| 2024年6月9日                       | 小沈阳                                     | 「我不是歌手」2024巡回演唱会                  | 1    |
| 2024年6月15日                      | 张艺兴                                     | 「大航海4·STEP」世界巡演                      | 1    |
| 2024年6月22日                      | A-Lin                                      | A-LINK with PASSENGERS巡回演唱会              | 1    |
| 2024年7月12日至14日                | 陶喆                                       | Soul Power II 世界巡迴演唱會                  | 3    |
| 2024年7月20日                      | Twins                                      | Twins SPIRIT Since 2001 Live Around The World | 1    |
| 2024年8月2日至5日                  | 劉德華                                     | 「今日…is the Day」劉德華巡迴演唱會           | 4    |
| 2024年8月17至18日                  | 王源                                       | 客廳狂歡巡迴演唱會                            | 2    |
| 2024年9月7日                       | 威神V                                      | 2024 WayV CONCERT [ON THE Way]                | 1    |
| 2024年9月15日                      | 张碧晨                                     | 「今儿个开心」十周年限定巡回演唱会            | 1    |
| 2024年9月27至28日                  | 苏打绿                                     | 二十年一刻巡回演唱会                          | 2    |
| 2024年10月5日                      | 檀健次                                     | “多见一次”个人巡回演唱会                      | 1    |
| 2024年10月12日至13日               | 刀郎                                       | 山歌响起的地方巡回演唱会                      | 2    |
| 2024年10月19日                     | 谭晶                                       | 歌如少年2024演唱会                            | 1    |
| 2024年11月2日                      | 周延                                       | GAI进化论演唱会                               | 1    |
| 2024年11月16日                     | 张远                                       | “白”巡回演唱会                                | 1    |
| 2024年11月23日                     | Alan Walker                                | 行者世界2024中国巡演                          | 1    |
| 2024年11月30日                     | 李玉刚                                     | 幻国潮巡回演唱会                              | 1    |
| 2024年12月14日                     | 周传雄                                     | 「念念不忘·回响」巡回演唱会                   | 1    |
| 2024年12月21日                     | 黄子弘凡                                   | 除了快乐禁止入内全国巡演                      | 1    |
| 2024年12月28日                     | Jony J                                     | 「24時」巡回演唱会                            | 1    |
| 2025年1月11日至1月12日             | 王心凌                                     | Sugar High 2.0世界巡迴演唱會                  | 2    |
| 2025年2月28日至3月1日              | 單依純                                     | 「純妹妹」巡迴演唱會                          | 2    |
| 2025年5月2日至4日、9日至10日       | 张学友                                     | 60+巡回演唱会                                 | 5    |
| 2025年6月7日至8日                  | 张艺兴                                     | 音乐话剧《受到召唤·敦煌》                     | 2    |
| 2025年6月14日                      | 法老                                       | 生于未来巡回演唱会                            | 1    |
| 2025年6月28日                      | 潘玮柏                                     | 狂爱2.0世界巡回演唱会                         | 1    |
| 2025年7月12日                      | 袁娅维                                     | 月亮撒野2.0巡回演唱会                         | 1    |
| 2025年9月20日至21日                | 陈楚生                                     | 荒芜之境巡回演唱会                            | 2    |
| 2025年10月11日                     | 陈小春                                     | 生·旦·淨·末·丑巡迴演唱會                      | 1    |
| 2025年11月15日                     | 黎明                                       | Leon黎明南京演唱會2025                        | 1    |
| 2025年                             | 林子祥、叶蒨文                             | 白头到老巡回演唱会                            | 1    |
| 2025年                             | Big Four（張衛健、梁漢文、許志安、蘇永康） | HAPPY TO SEE YOU ALL 巡回演唱会               | 1    |